# Унитарна држава
Једноставна или унитарна држава је израз који се користи за сваку ону државу која у државноправном, односно уставноправном смислу представља недељиву целину, односно у којој постоји само једна власт која је носилац државног суверенитета.
Унитарне државе кроз процес деволуције могу својим одређеним деловима дати аутономију на локалном и/или регионалном нивоу, али тако створени ентитети се, без обзира на евентуалан садржај њихове аутономије, не сматрају државама, па се ни такве државе не сматрају федерацијама.
Већина држава у данашњем свету, укључујући Европу, су унитарне државе, што се објашњава чињеницом да је већина њих релативно малена по површини и броју становника, те стога нема потребе за претераном децентрализацијом. С друге стране, велике државе су у правилу федерација, при чему НР Кина представља изузетак.

## Држава као интегративна целина
Једној држави у начелу одговара јединствен скуп управних и уставних институција. Таква је једноставна држава, коју се још назива унитарном. Она оправдава тај назив по томе што се у њој власт јавља:
- као једна по структури: политичка је организација као таква јединствена и има само један управни апарат. Сам по себи потпун, он задовољава све функције државе. Постоји само једно уставно уређење.[2]
- као једна са обзиром на људски елемент: политичка је организација намењена унифицираној заједници, узетој глобално, не водећи рачуна о појединачним разликама. Одлуке управљача једнако обавезују све којима се управља. То је оно што се назива „хомогеност власти“.[2]
- као једна у територијалним границама: политичка организација једнако покрива читав државни териториј, не водећи рачуна о покрајинским или локалним разликама.[2]

Међутим, унитарна држава није нужно „монократска“ или „тоталитарна“.
„Монократска“ јединственост тражи органску концентрацију власти у рукама само једнога или неколицине. Унитарна држава прихвата и политички режим који дели власт или разлучује функције. Више органа може да суделује у провођењу јединствене државне власти.
„Тоталитаризам“ који искључује свако ограничавање државних циљева, не произилази из једноставне или сложене државне структуре, него из опсега овласти које има над појединцима и заједницама.
Неки су режими, несумњиво повезали „монократију“, „тоталитаризам“ и „централизацију“. То је особито случај с хитлеризмом и фашизмом. Но ако то стајалиште на политичком плану и није без логике, правно није ни опште, ни нужно.
Према ономе што је већ наведено, држава је друштво коме су потребни ред и властита судбина. Сама по себи, она стреми јединствености. Питање је дакле, у којој ће се тачки, у изградњи државе, зауставити пут према јединствености или пак како ће се разним поступцима деконцентрисања и децентрализације поново пронаћи равнотежа кад буде угрожена.

## Централизација
Процес централизације инхерентан је држави. Пре него одређени административни режим, централизација је општи феномен, не само политички него и социолошки. Може се рећи да је „природан“ јер у држави, чим се створи, сусрећемо склоност ка јединству која постоји код сваког живог бића. У животињском организму мозак наређује активност тела; у друштвеном организму средишња власт издаје наредбе које покрећу све делове заједнице.
Обједињавање ће се, према томе, исказати успостављањем центра привлачности који ће настојати да подвргне, а потом да апсорбује, све остале центре. Кретање ка централизацији развијаће се путем координирања, потом субординирања и на послетку супституирања. Централна власт ће надвладати локалне и посебне власти: власт покрајина, комуна, заната итд. Своју превласт ће осигурати унифицирањем јавног духа и начина интервенисања. Централизација ће тако попримити аспект потпуног овладавања државе-власти над државом-националним друштвом, захваљујући монополу који својата држава-власт да властитим одлукама и властитим средствима задовољи заједничке потребе земље. Као остварење државног јединства, централизација је, дакле, врло уопштена и врло стара појава. По дубокоумном Оријуовом афоризму, „држава није утемељена на уговору него на централизацији“.
Тако су стварање државног режима и централизација упоредне појаве. Чим постоји држава, чим се појави вођа који има власт над неким територијем и одређеним пучанством, незаустављиво кретање води ка централизацији. Сви оснивачи држава — краљеви, капетани, правни саветници, елита грађана који су током столећа. желели и остварили неку политичку организацију — били су централизатори. И једни и други трудили су се да докрајче мноштво центара управљања које је постојало у феудалном раздобљу (у раздобљу друштва без државе) те крајњу разноликост средњовековног света да сведу на јединственост. Под њиховим су барјаком све световне власти окупљене у рукама само једне, како би од државе учинили потпуну, законодавну и судску, дипломатску и војну, правну и економску политичку целину.

### Административна централизација
Политичко јединство ојачано је административном унификацијом, која се зове „административна централизација“, „централизација stricto sensu“ или, у говорном језику, само „централизација“.
У начелу, по унутрашњој логици, а често и у конкретним историјским околностима, централизација повећава, употпуњује и завршава политичко обједињавање. Замењујући разноврсне и упоредне локалне власти једном обједињеном и хијерархијски организованом влашћу, централизација олакшава политичко обједињавање из којега, уосталом, произлази. Завршена је кад све власти потичу из једног јединственог центра и подвргнуте су једној централној власти (која је уједно владајућа). Имплементација се осигурава „спољним“ факторима који су групирани и хијерархијски субординирани. Тако успостављена држава унитарна је не само политички него и административно. Административна власт даје свим деловима земље једнаке смернице, не препуштајући никакве одлуке грађанима који више нису дискриминисани на територијалном плану нити по посебностима.
Централизација тако садржи три битна елемента:
1. троструку концентрацију власти, с гледишта јавне моћи, техничке оспособљености, те умећа одлучивања и именовања;
2. хијерархијски организовану расподелу власти и извршних тела;
3. поверавање овлашћења надређенима у односу на подређене;[5]

Подробно изражавање тих различитих тачака припада управном праву. Овде се ограничавамо на преглед централизоване унитарне државе. јер она представља један од темељних типова државне интеграције.

## Обична унитарна држава
У својој крутости, унитарна држава политичкој јединствености додаје и јединственост административне структуре која је директно њено дело. Држава интегрише мноштво појединаца којима влада, дајући им оквире којима одређује границе овлашћења и делатности. На чело подела и потподела поставља чиновнике који извршавају и преносе њене одлуке: опште упуте или посебне наредбе.

Тако централизована унитарна држава поприма геометријски облик пирамиде. Наредбе силазе са врха (из главног града) и иду до базе (последњих села). Исто се тако људски, новчани и природни ресурси, активирани на различитим локалним и покрајинским нивоима, пењу према врху. Само је по себи разумљиво да је таква концепција сасвим идеалистичка и да се у пракси чини неостваривом. Као што тврди Чарлс Дуранд,
| „ | [...] држава у којој ниједна нижа заједница не би имала свој властити орган била би права унитарна држава. Осим у ономе што се односи на управљање својим евентуалним издвојеним подручјем, ниже би заједнице биле само територијално одређени извршитељ послова из надлежности државних органа [...] Централизација би била апсолутна. Но не постоји тако централизована држава и несумњиво никада није ни постојала у западној и средњој Европи, наравно, изузмемо ли врло мале државе у којима нема места за ниже територијалне заједнице. | ” |

Уопштено узевши, у савременом свету не само да је централизација непотпуна, могло би се рећи, због саме нарави ствари, него и вољом утемељитеља и законодавца. Она има два важна коректива: деконцентрацију и децентрализацију.

## Деконцентрација
Осим ако није реч о врло малој држави — а утврдили смо да се димензије модерне државе мере у милионима људи и хиљадама квадратних километара — централизација нужно има више узастопних нивоа, регионалних центара или департмана који представљају повезнице и омогућавају да на лицу места власт заступају за то надлежни и специјализовани службеници. Пође ли се од те концепције, могућа су два начина централизације:
- централизовани службеници, постављени на прелазним нивоима, могу бити само преноситељи, задужени само за предају наредби које хијерархијски шеф шаље извршитељима, и за контролу њихове ревности. У том случају централизација истодобно укључује и „концентрацију“, зато што одлуке долазе искључиво из центра.[9]
- централизовани службеници могу, напротив, имати властите овласти. Центар доноси само део одлука; локални фактори централне власти имају властиту надлежност ширег одлучивања, премда остају хијерархијски потчињени и над њима се остварује власт већ описана. У том је случају централизација истодобно „деконцентрисана“.[9]

Намерно или не, али деконцентрација се често брка с децентрализацијом. Међутим, између та два режима постоје битне разлике. Деконцентрација не ствара независне административне службенике. Она само премешта средиште моћи одлучивања. Као што је сликовито речено, „увек исти чекић удара, али дршка је скраћена“. Због тога су му ударци само прецизнији.
Тако деконцентрација може постојати у ауторитарним режимима. У Француској, важне мере деконцентрације сежу у Друго царство које је, ради рекламних разлога, текстове од 25. марта 1825 и од 13. априла 1861. назвало „декретима о децентрализацији“.

## Децентрализација
Разматрајући феномен централизације, наглашена је њена готово спонтана динамика. Утврђено је да се државни режим природно усмеравао према све већој централизацији. Утемељитељи и њихови санаследници труде се да учврсте власт захваљујући централизацији владања и управљања, којој се обично придружује централизација права и економије.
Међутим, на живот модерне државе утиче и једна противна струја. Од тренутка кад политичка власт достигне висок степен моћи, јавља се једна супротна тенденција. Након што је влада преузела управљање свим службама и окупља сву власт у својим рукама, становити број активности се од ње одваја, под психолошким утицајем и чак, могло би се рећи, њиховим физичким теретом. Централизација, сама по себи, тежи апсолутноме; она организује службе, развија их, шири и умножава. Но у одређеном тренутку, због акумулирања, присиљена је да се измакне од бремена нагомиланих послова, због опасности од пропасти. Долази тренутак када би централизација могла да постане кобна за државни режим који је до тада деловао само у једном смеру. Кретање се обрће, повољно за децентрализацију која се увлачи законитим путевима реформе или након жестоких револуционарних прекида.
Према томе, док се у неким раздобљима видело доминантно кретање ка централизацији, у другим историјским тренуцима ток се мења. Централна власт, која је најпре све привукла к себи, све подредила своме хијерархијском ауторитету, сама пристаје на одређено опуштање. То је време за децентрализацију.
Може ли она да се помири са унитарним карактером државе? Неки аутори, нарочито декан Доги, то су изричито одбијали. Декларација Националне конвенције од 24. септембра 1792, коју су преузели устави из 1793. (чл. 1), из године III. (чл. 1), из године VIII. (чл. 1) и из 1848. (преамбула, чл. 2 и 48), проглашавајући Француску „једном и недељивом Републиком“, искључили би не само федералну организацију на швајцарски, амерички или немачки начин него и саму децентрализацију. Будући да права јавне власти у департману или комуни могу бити само издвојени део суверенитета, кад би им се доделила у потпуности, било би то противно начелу недељивости.
То мишљење, уз које се није сврстала већина доктрине, данас је оспорило позитивно право. Потврђујући недељивост Републике (чл. 2), устав из 1958. признаје постојање територијалних заједница у којима слободно управљају изабрана већа (чл. 72).
Док је донедавно централизована држава престављала јединствено тело зависних служби, а извршни службеници били посејани по целој земљи, строго субординирани и с једним задатком да преносе примљене наредбе, децентрализована држава има:
- мноштво органа одлучивања и посебних интересних центара;
- управу над тим телима коју врше властите власти, а њихова независност или полузависност често је последица начина на који су постављени;
- подређеност тих власти контроли која се, према историјској традицији, зове tutelle (туторство), а односи се на органе и њихове одлуке.[12]

Продубљеним проучавањем централизације, те испитивањем техника децентрализације бави се управно право.

## Сложена унитарна држава
Под деловањем деконцентрације и децентрализације, унитарна држава поприма обрисе који увелико мењају њену првобитну једноставност. Истодобно се осетно приближава плуралистичкој или федералној држави. Између та два типа чак има довољно сличности, тако да су правници на челу с Хансом Келзеном, оценили да између децентрализоване и федералне државе постоји разлика у степену, а не у суштини.
По њиховој класификацији, црта би се повукла између једноставне унитарне државе (или потпуно централизоване) и сложене унитарне државе (децентрализоване, а често и деконцентрисане). Потоња би се тако прикључила систему сложених држава.
Премда је предност те концепције да истиче неке видљиве ствари, она, раздвајајући две категорије институција, потпуно занемарује политичке, историјске и психолошке разлике.
У федералној држави, државе чланице („земље“ Другог Рајха, швајцарски канотни, „државе“ Сједињених америчких држава) имају на челу политичке власти; извршну власт, један или више законодавних органа, суце. Децентрализоване јединце немају:
- ни властиту владу, него само власт с ограниченим надлежностима у управи;
- ни властито законодавство, него само неке посебне одредбе, обично прописе за примену, а не изворне нормативне одлуке;
- ни властиту судбеност, него само територијалне испоставе националних правосудних тела, јер правосуђе није децентрализовано.[14]

Децентрализација је, дакле, искључиво административна. Штавише, чак и у том подручју децентрализоване власти, нарочито у Француској, обављају само ограничене делатности. Само је део управе децентрализован. Уз њу остаје и централизована државна управа, често значајнија. С друге стране, децентрализована локална администрација обично нема пуна извршна овлашћења. За провођење својих одлука мора користити посредовање централних власти и осигурати сарадњу министра или префекта. Чак и у делу који јој припада, нема слободне руке; контролишу је на темељу правила названих „tutelle administrative“.
Децентрализована држава се приближава федералној држави у том смислу што такође има мноштво институција-тела, но оне нису политички посебне и одвојене, него зависе о централној институцији и немају сасвим самосталан живот ван ње. Уопштено узевши, њихова се структура и дух обликују према структури централне институције и прилагођују се њеном духу.
Према томе, да би се добро схватила права нарав децентрализације, с једне стране ваља схватити да унитарни елемент остаје најважнији, будући да ниједна од децентрализованих институција не би могла живети сама по себи, него део свог постојања и опстанка црпи из централне институције. С друге стране, ваља истодобно нагласити плуралистички карактер система, у којем, уз елементе административног живота који долазе из центра, постоје и друга средишта, а то су локалне или корпоративне заједнице. Држава с децентрализованим административним режимом има као главни елемент, једну централну институцију, али на њу се калеми становити број секундарних институција. Њихова средства су недостатна да би могле да се одвоје и живе самосталним животом, али су ипак независне у односу на предоминантне централизоване институције.
Да би дубље ствари биле захваћене и прецизирана логика система, децентрализација је у правом смислу режим ко-администрација у којем је тешко одвојити децентрализовану од централизоване администрације. Преплитање органа, ресурса и одговорности такво је да је углавном тешко разбрати главни административни лик.
Укратко, децентрализација која ствара институције уједно ограничава њихове слободе. Она само до одређене тачке иде у смеру осамостаљивања и на том путу се зауставља. Она садржи изменично кретање одвајања и поновног спајања. То је режим који је више комплементаран него антагонистичан у односу на централизацију. Јединство државе тако побеђује, упркос неким ублажењима јединствености и једнообразности.

## Инкорпорисана унија
Унитарна држава ипак може да показује разлике у законодавству на локалном плану, а да не престане бити унитарна. Тада постоји плуралитет законодавства без плуралитета законодаваца. Само један централни законодавни орган установљава правне норме које се не могу свугде једнако примењивати. Кад их доноси, може имати на уму само један део земље или може неке делове територија изузети од важења општих правила. Инкорпорисано јединство често поштује и потврђује права која су постојала пре сједињавања или издвајања. Уједињено Краљевство, створено тако да су се Енглеској припајали редом Велс (1536), Шкотска (1707) и Иркса (између 1800 и 1921), нема једнообразни правни поредак, јер неки закони могу да се примењују у овом или оном делу Краљевства, а да се не примењује у свима.
Премда му се обично не даје тај назив, Француска практикује режим инкорпорисаног јединства. Издвојени департмани Рајне и Мозеле имају своје локално право. У прекоокеанским департманима (Устав, чл. 73) и прекоморским територијама (Устав, чл. 74) не примењује се једнако законодавство матичне земље.

## Политички регионализам
Регионализам се правно не разликује од децентрализације и сматра се њеним екстремним обликом. Но ако се тиче доста широке територијалне целине и ослања на природно, историјско, географско, економско или културно јединство, решавању административних проблема додаје афективну и психолошку компоненту. Децентрализација је техника. Регионализам ствара одређену мистику. Тако он у духовима подстиче тежњу ка широј аутономији и води до граница федерализма.
Гранична црта између сложене диверзификоване унитарне државе и федералне државе прелази кад регионализам, који се тада обележава као „политички“, регионалним органима призна законодавну власт.

## Списак унитарних држава

### Унитарне републике
- Авганистан
- Алжир
- Ангола
- Јерменија
- Азербејџан
- Бангладеш
- Белорусија
- Бенин
- Боливија
- Боцвана
- Бугарска
- Буркина Фасо
- Бурунди
- Камерун
- Зеленортска Острва
- Централноафричка Република
- Чад
- Чиле
- Народна Република Кина[19]
- Колумбија
- Република Конго
- Костарика
- Хрватска
- Куба
- Кипар
- Чешка Република
- Џибути
- Доминика
- Доминиканска Република
- Демократска Република Конго
- Источни Тимор
- Еквадор
- Египат
- Ел Салвадор
- Екваторијална Гвинеја
- Еритреја
- Естонија
- Фиџи
- Финска
- Француска
- Габон
- Гамбија
- Грузија
- Гана
- Грчка
- Гватемала
- Гвинеја
- Гвинеја Бисао
- Гвајана
- Хаити
- Хондурас
- Мађарска
- Исланд
- Индонезија
- Иран
- Ирска
- Израел
- Италија
- Обала Слоноваче
- Казахстан
- Кенија
- Кирибати
- Киргистан
- Лаос
- Летонија
- Либан
- Лесото
- Либерија
- Либија
- Литванија
- Македонија
- Мадагаскар
- Малави
- Малдиви
- Мали
- Малта
- Маршалска острва
- Мауританија
- Маурицијус
- Молдавија
- Монголија
- Црна Гора
- Мозамбик
- Мјанмар
- Намибија
- Науру
- Никарагва
- Нигер
- Северна Кореја
- Палау
- Панама
- Парагвај
- Перу
- Филипини
- Пољска
- Португал
- Румунија
- Руанда
- Самоа
- Сан Марино
- Сао Томе и Принсипе
- Сенегал
- Србија
- Сејшели
- Сијера Леоне
- Сингапур
- Словачка
- Словенија
- Јужна Кореја
- Јужноафричка Република
- Шри Ланка
- Суринам
- Сирија
- Тајван (Република Кина)
- Таџикистан
- Танзанија
- Того
- Тринидад и Тобаго
- Тунис
- Турска
- Туркменистан
- Уганда
- Украјина
- Уругвај
- Узбекистан
- Вануату
- Вијетнам
- Јемен
- Замбија
- Зимбабве

### Унитарне монархије
- Андора
- Антигва и Барбуда
- Барбадос
- Белизе
- Бутан
- Брунеј
- Камбоџа
- Данска
- Гренада
- Јамајка
- Јапан
- Јордан
- Кувајт
- Лихтенштајн
- Луксембург
- Монако
- Мароко
- Холандија
- Нови Зеланд[20]
- Норвешка
- Оман
- Папуа Нова Гвинеја
- Катар
- Света Луција
- Сент Винсент и Гренадини
- Саудијска Арабија
- Соломонска острва
- Шпанија
- Швајцарска
- Шведска
- Тајланд
- Тонга
- Тувалу
- Уједињено Краљевство[21]
- Ватикан